# مايكل أندرسون (كرة سلة)
مايكل أندرسون (بالإنجليزية: Michael Anderson)‏ مواليد 23 مارس 1966 في فيلادلفيا، هو لاعب كرة سلة أمريكي سابق. بدأ مسيرته الاحترافية في سنة 1988. تم اختياره من قبل فريق إنديانا بايسرز خلال الدرافت. حمل الرقم 10. يبلغ طوله 5 قدم 11 بوصة (1.8 م). اعتزل اللعب في 2002.

## روابط خارجية
- مايكل أندرسون على موقع إن بي أي (الإنجليزية)
- مايكل أندرسون على موقع سبورتس رفرنس (الإنجليزية)
- مايكل أندرسون على موقع الدوري الإسباني لكرة السلة (الإسبانية)
- مايكل أندرسون على موقع كرة السلة الأوروبية.كوم (الإنجليزية)
- مايكل أندرسون على موقع كلية كرة السلة في سبورتس رفرنس.كوم (الإنجليزية)
- مايكل أندرسون على موقع ريلجم (الإنجليزية)
- مايكل أندرسون على موقع بروبوليرز (الإنجليزية)
- مايكل أندرسون على موقع سبورتس رفرنس (الإنجليزية)